# Rónald Gómez
Rónald Gómez (Puntarenas, Costa Rica, 24 de gener de 1974) és un futbolista costa-riqueny, que juga de davanter.

## Trajectòria
Va començar la seua carrera en el Carmelita, i el 1995 va passar a les files del LD Alajuelense, amb qui va guanyar la lliga de Costa Rica i va destacar per la seua marca golejadora. Això va possibilitar que clubs europeus s'interessaren en ell i el 1996 fitxa per l'Sporting de Gijón, on no va quatllar una bona temporada. Un any després, jugaria amb l'Hèrcules CF d'Alacant, a la Segona Divisió.
Després de la frustrada aventura europea, Rónald Gómez torna a Centreamèrica el 1998, al Municipal de Guatemala. Només hi estaria un any abans de tornar a Europa, en aquesta ocasió a l'OFI Creta, de la lliga grega. Gómez va militar tres anys en el club cretenc i va esdevenir peça clau del seu equip, assolint registres golejadors força ressenyables.
El 2002 deixa Grècia, i després de passar per Kuwait i Mèxic, retorna al seu país, en aquest cas al Deportivo Saprissa, amb qui guanyaria la lliga 05/06 i quedaria tercer al Mundial de Clubs 2005. El 2006 provaria sort de nou al continent europeu, a les files de l'APOEL FC xipriota, on va fer un bon paper, però la manca d'ofertes de clubs més potents van desembocar en el retorn de Gómez al Saprissa.
Rónald Gómez ha estat un dels jugadors més importants de la selecció de futbol de Costa Rica durant la dècada dels 90 i la primera del s.XXI. Ha disputat gairebé un centenar de partits internacionals. Amb la seua selecció ha estat present als Mundials de Corea i Japó 2002 i d'Alemanya 2006, així com a les edicions del 2001 i del 2004 de la Copa Amèrica.